# Обой
Обой (ок. 1610—1669) — крупный маньчжурский военный и государственный деятель, регент Цинской империи в 1661—1669 годах (управлял совместно с Сони, Эбилунем и Суксахой до 1667 года).

## Ранняя жизнь и военная карьера
Князь Обой происходил из маньчжурского клана Гувалгия. Дед Обоя, Солго, в 1588 году подчинился власти Нурхаци. Дед и отец Обоя служили в Жёлтом с каймой знамени, во главе которого находился Хун Тайчжи (1592—1643), сына и преемника Нурхаци. Отец Обоя Уичи (? — 1634) был старшим офицером, командовал гарнизоном Мукдена, столицы Маньчжурии. А его дядя по отцовской линии, Фионгдон (1564—1620) был одним из самых доверенных генералов Нурхаци.
Детство и ранние годы Обоя неизвестны. Будучи третьим сыном своего отца, он не унаследовал наследственное положение семьи в знамённой иерархии. В 1632 году Обой впервые упоминается в истории династии Цин, когда он совершил небольшой набег на пограничные минские владения.
Обой официально начал свою военную карьеру в 1634 году как младший офицер в конной гвардии жёлтого с каймой знамени. Много раз отличался в боях против Минской империи и был известен своей личной храбростью. За это ему было пожаловано наследственное звание капитана роты. В 1633 и 1634 годах Обой принимал участие в военных походах против Чахарского ханства. Лидер Чахарского ханства Лигдэн-хан был покорён маньчжурами в 1635 году.
В 1637 году во время второй кампании Цинской империи против Кореи Обой отличился во время захвата небольшого, но стратегически важного острова Ка на реке Ялуцзян, где находился минский гарнизон. В качестве награды Обой получил почётный титул: «Батуру» (巴圖魯), что означает «(храбрый) воин» на маньчжурском языке. В 1641 году Обой вновь отличился во время осады маньчжурскими войсками минских крепостей Цзиньчжоу и Суншань в Ляодуне.
После смерти в 1643 году Хун Тайчжи Обой поддержал его старшего сына Хаогэ против Доргоня во время последующего династического кризиса. После поражения сторонников Хаогэ и победы Доргоня, который посадил на императорский престол своего племянника Фулиня (1638—1661), Обой продолжил участвовать в военных кампаниях против Минской империи в Китае в 1644 году. В 1645 году Обой получил генеральский чин. С 1644 по 1648 год Обой участвовал в военных кампаниях маньчжурских войск против отрядов Ли Цзычена и Чжан Сяньчжуна.
В 1648 году, когда принц Хаогэ был заключён в тюрьму и осуждён по приказу регента Доргоня, Обой был приговорён к смертной казни. Но смертный приговор был заменён потерей чина. Несмотря на своё понижение в должности, в 1648 и 1649 годах Обой участвовал в военных операциях маньчжурской армии против Цзян Сяна.

## Преследование и реабилитация
Преданность Обоя, члена жёлтого знамени с каймой, своему командиру Хун Тайчжи, командиру жёлтого с каймой знамени, имела решающее значение для его быстрого продвижения по служебной лестнице. Но после смерти Хун Тайчжи обстановка изменилась. Регентом и фактическим правителем Цинской империи стал Доргонь, командир двух белых знамён. Став регентом при малолетнем императоре Фулине, Доргонь стремился ослабить влияние остальных знамён при императорском дворе, очищая ряды их старших командиров. Так же, как Хаогэ был арестован и убит в тюрьме, в 1648 году Обой был лишён своего ранга и титулов по обвинению в ложных победах в битвах. Позднее он был признан виновным в более серьёзном преступлении — заговоре с целью избрания Хаогэ императором во время спора о престолонаследии после смерти Хун Тайчжи. Это позднее обвинение несло с собой смертную казнь, но приговор был смягчён, в то время как он продолжал командовать войсками против сторонников Минской династии. Обвинения против Обоя были, скорее всего, политически мотивированными и были отменены в 1651 году после смерти регента Доргоня. Обой за свою непоколебимую верность своему знамени и заслуги перед цинским правительством был назначен кабинетным министром императором Шуньчжи, который также пожаловал ему титул маркиза первого ранга.
Степень доверия императора Шуньчжи к преданности Обоя можно оценить по тем почестям, которыми император осыпал его. В 1652 году после того, как Шуньчжи успешно очистил двор от более могущественных элементов из фракции Доргоня, Обой был повышен до наследственного звания герцога второго ранга и, что ещё более важно, назначен командующим императорской гвардией (領侍衛內大臣). В этом качестве Обой выступал в качестве очень опасного силовика Шуньчжи против старых сторонников Доргоня и помогал консолидировать императорскую власть и собственные «три верхних знамени» императора. В период личного правления Шуньчжи Обой был ответственен за арест и казнь ряда дворян, признанных виновными в том или ином преступлении. Хотя нет никаких сомнений в том, что эти казни были осуществлены с одобрения Шуньчжи, неудивительно, что после смерти императора Обой, учитывая его безжалостный характер и положение при дворе, в конечном итоге должен был стать доминирующим придворным политиком.

## Регентство
5 февраля 1661 года император Шуньчжи скончался от оспы в возрасте 24 года. На смертном одре он назначил четырёх «исполнительных министров» (大大臣), обычно называемых регентами, чтобы «помочь» своему восьмилетнему сыну Сюанье управлять империей до тех пор, пока молодой император не достигнет зрелого возраста в 16 лет. Четыре министра в порядке их старшинства были Сонин от жёлтого знамени, который помимо того, что является главным министром отдела Императорского Двора (內務府大臣) был также выдвинут вдовствующей императрицей Сяочжуан, чтобы возглавить регентство. Вторым министром в этом списке был Суксаха из белого знамени. Первоначально сторонник Доргоня, Суксаха был достаточно политически проницателен, чтобы сменить сторону сразу же после смерти бывшего регента, когда при дворе всё ещё доминировали соратники Доргоня. Ко времени смерти императора Шуньчжи он был одним из самых доверенных придворных императора. Затем следовали Эбилунь и Обой, оба члена жёлтого с каймой знамени. План наследования императора Шуньчжи создал прецедент для династия Цин о выдвижении придворных, которые были обязаны своей верностью короне, чтобы «помочь» молодому императору в годы его малолетства управлять государством.
Трое из четырёх министров, Сонин, Эбилунь и Обой были офицерами «двух жёлтых знамён» (то есть жёлтое знамя и жёлтое знамя с каймой), которыми раньше командовал принц Хаогэ, старший брат императора Шуньчжи. Из-за личных и политических соперничеств между Хаогэ и Доргонем эти три регента были подвергнуты преследованиям в то или иное время во время регентства Доргоня за их принадлежность знамени. Однако их лояльность, доказанная таким образом, была также ключом к их быстрому продвижению после смерти Доргона. Это было главным фактором в выборе Шуньчжи состава регентского совета при его малолетнем сыне. Однако договорённость Шуньчжи обострила и без того чувствительные отношения между тремя членами жёлтых знамён и их союзниками. Суксаха который принадлежал к белому знамени, был презираем в этот момент не только потому, что он был членом белого знамени при императорском дворе, где господствовали два жёлтых знамени, но и потому, что он завоевал доверие императора Шуньчжи, осудив своего бывшего командира Доргоня, что было расценено его коллегами, включая членов белого знамени, как нелояльное.
В первые годы регентства возникло напряжение между фракцией жёлтых знамён и правящей партией. Суксаха был сдержан Сони, и таким образом, четыре министра поддерживали относительно мирные и эффективные рабочие отношения. Но динамика регентства стала меняться по мере того, как здоровье Сони ухудшалось из-за его преклонного возраста. Поскольку Сони постепенно всё больше времени уделял отдыху, Обой монополизировал принятие решений, доминируя над нерешительными Эбилунем и оттеснив Суксаху во время политических дискуссий, особенно по вопросам, касающимся благосостояния маньчжуров восьми знамён. К 1667 году, когда Сони понял, что ему недолго осталось жить, он предпринял последнюю отчаянную попытку восстановить равновесие в регентстве и нейтрализовать быстро растущую клику власти Обоя, подав прошение тогдашнему 14-летнему мальчику император Канси принять личное правило досрочно. Таким образом, Канси ранее принял бразды правления 25 августа 1667 года, через месяц после смерти Сони. За этим последовал официальный указ о понижении трёх оставшихся регентов до статуса «советников» (大大臣), хотя они всё ещё оставались на своих постах. Однако даже с формальным авторитетом должности, молодой император Канси счёл трудным обуздать растущую власть Обоя.

## Конфликт с императором Канси
В сентябре 1667 года Обой убедил императора Канси казнить Суксаху и его семью. Он полностью контролировал другого регента Эбилуня и вскоре окончательно установил под систему почти абсолютного правления.
Император Канси пришёл к власти раньше, чем ожидалось, в возрасте 15 лет в 1669 году. Император неожиданно арестовал Обоя по тридцати обвинениям. Бывший регент Обой был приговорён к смертной казни, но она была заменена на тюремное заключение с учётом его достижений. Некоторые источники говорят, что он продемонстрировал множество ран на своём теле, которые были получены им во время защиты Нурхаци, прадеда Канси. Это акт, по-видимому, побудил императора Канси помиловать обои.
Обой был посмертно реабилитирован. Император Канси издал помилование в 1713 году, в то время как его преемник, император Юнчжэн, присвоил Обою звание герцога первого класса и посмертное звание Chaowu (超武 «чрезвычайно воинственный») но преемник Юнчжэна, император Цяньлун, даровал Обою более низкий титул барона первого класса после рассмотрения его достоинств и недостатков.